# 罗卓荆
罗卓荆，骨科专家，西京医院骨科主任，教授。担任中国医师协会骨科医师分会副会长，入选中华人民共和国教育部2009年度"长江学者"特聘教授。曾获得中国国家科技进步二等奖的奖项。